# Инесу Емико Такеока
Инесу Емико Такеока (јап. 武岡 イネス 恵美子; 1. мај 1971) бивша је јапанска фудбалерка.

## Репрезентација
За репрезентацију Јапана дебитовала је 1994. године. Са репрезентацијом Јапана наступала је на Светском првенству (1995). За тај тим одиграла је 3 утакмице и постигла је 3 гола.

## Статистика
| Јапан  | Јапан | Јапан |
| Год.   | Ута.  | Гол.  |
| ------ | ----- | ----- |
| 1994   | 1     | 0     |
| 1995   | 2     | 3     |
| Укупно | 3     | 3     |